# Helgenhøj
Der Helgenhøj oder Hedninghøj in Tøstrup auf Djursland in Jütland in Dänemark ist ein etwa 17 m langer und 16 m breiter Hügel mit zwei Ganggräbern. Er stammt aus der Jungsteinzeit, etwa 3500–2800 v. Chr., und ist eine Megalithanlage der Trichterbecherkultur (TBK).
Die Nordwest-Südost orientierten Kammern sind nicht ausgegraben oder zugänglich, daher ist nicht festgestellt, ob es sich um ein Doppelganggrab handelt. Die südliche Kammer hat zwei Decksteine, die in einem Erdloch an der Spitze des Hügels zu sehen sind. Die nördliche Kammer hat zwei Decksteine und drei umgestürzte Tragsteine, die in einem anderen Erdloch am nordöstlichen Ende zu sehen sind. Von den Gängen ist nichts zu erkennen, Der 2,6 m hohe Hügel ist mit 18 Randsteinen versehen: im Süden drei kleine, im Norden neun größere, im Westen vier kleine und zwei sehr große, im Osten keine. 